# برونو بيرتوتشي
برونو بيرتوتشي (بالبرتغالية: Bruno Bertucci‏) (مواليد 27 أبريل 1990 ب‍ساو باولو في البرازيل - ) هو لاعب كرة قدم برازيلي في مركز الظهير الأيسر. شارك مع منتخب البرازيل تحت 20 سنة لكرة القدم. أما مع النوادي، فقد لعب مع أتلتيكو براغانتينو وإسكيشهرسبور ونادي ساو كايتانو ونادي غراسهوبر زيوريخ ونادي كورينثيانز ونادي نيفتشي باكو.

## وصلات خارجية
- برونو بيرتوتشي على موقع قاعدة بيانات كرة القدم.إي يو (الإنجليزية)
- برونو بيرتوتشي على موقع Soccerbase.com (لاعب) (الإنجليزية)
- برونو بيرتوتشي على موقع Soccerway.com (الإنجليزية)
- برونو بيرتوتشي على موقع عالم كرة القدم.نت (الإنجليزية)
- برونو بيرتوتشي على موقع AS.com (الإسبانية)